# فیلم‌شناسی محمدعلی کشاورز
محمدعلی کشاورز (زادهٔ ۲۶ فروردین ۱۳۰۹ در اصفهان – درگذشتهٔ ۲۵ خرداد ۱۳۹۹ در تهران) بازیگر پیشکسوت سینما، تئاتر و تلویزیون ایران بود. او دارای نشان درجه یک فرهنگ و هنر جمهوری اسلامی ایران بود.
کشاورز با فیلم‌سازان نامداری چون فرّخ غفّاری، ابراهیم گلستان، والریو زورلینی، بهرام بیضایی، ناصر تقوایی، نادر ابراهیمی، علی حاتمی، داریوش مهرجویی و عباس کیارستمی همکاری کرده‌است و با بازیگرانی غیرایرانی چون آنتونی کوئین و ماکس فون سیدو همبازی بوده‌است.
در سال ۱۳۴۷ به تلویزیون رفت و کارگردانی هنری قسمت‌هایی از سریال خانهٔ قمر خانم را به عهده گرفت. از آثار ماندگار وی می‌توان به مجموعه‌های تلویزیونی دایی‌جان ناپلئون، آتش بدون دود، هزاردستان (در نقش شعبان استخوانی)، سربداران (در نقش خواجه قشیری)، افسانه سلطان و شبان (در نقش خواب‌گزار اعظم)، پدرسالار و گرگ‌ها اشاره کرد.
او برای نخستین بار در سال ۱۳۴۳ با فیلم شب قوزی ساخته فرخ غفاری بازیگری سینما را نیز تجربه کرد و تاکنون در ۴۷ فیلم سینمایی ایفای نقش کرده‌است. از جمله کارهای قابل توجه او می‌توان بهرگبار، خشت و آینه، برزخی‌ها، کمال الملک، مردی که موش شد، کفش‌های میرزا نوروز، مادر، جستجو در جزیره، ناصرالدین شاه آکتور سینما، دلشدگان، آقای بخشدار، زیر درختان زیتون، روز واقعه و کمیته مجازات اشاره کرد.

## سینمایی
| سال  | نام                      | سمت    | کارگردان           |
| ---- | ------------------------ | ------ | ------------------ |
| ۱۳۸۳ | فرزند صبح                | بازیگر | بهروز افخمی        |
| ۱۳۷۹ | انتظار                   | بازیگر | محمد نوری‌زاد       |
| ۱۳۷۸ | تهران روزگار نو          | بازیگر | علی حاتمی          |
| ۱۳۷۷ | کمیته مجازات             | بازیگر | علی حاتمی          |
| ۱۳۷۷ | لژیون                    | بازیگر | سید ضیاءالدین دری  |
| ۱۳۷۵ | روزی که خواستگار آمد     | بازیگر | فریال بهزاد        |
| ۱۳۷۴ | دام                      | بازیگر | جلال مهربان        |
| ۱۳۷۴ | غزال                     | بازیگر | مجتبی راعی         |
| ۱۳۷۳ | روز واقعه                | بازیگر | شهرام اسدی         |
| ۱۳۷۳ | نگاهی دیگر               | بازیگر | حسین مختاری        |
| ۱۳۷۳ | زیر درختان زیتون         | بازیگر | عباس کیارستمی      |
| ۱۳۷۱ | چهارشنبه عزیز            | بازیگر | حمید تمجیدی        |
| ۱۳۷۱ | خسوف                     | بازیگر | رسول ملاقلی‌پور     |
| ۱۳۷۱ | یک مرد، یک خرس           | بازیگر | مسعود جعفری جوزانی |
| ۱۳۷۱ | آقای بخشدار              | بازیگر | خسرو معصومی        |
| ۱۳۷۰ | دلشدگان                  | بازیگر | علی حاتمی          |
| ۱۳۷۰ | ناصرالدین‌شاه آکتور سینما | بازیگر | محسن مخملباف       |
| ۱۳۶۹ | جستجو در جزیره           | بازیگر | مهدی صباغ‌زاده      |
| ۱۳۶۸ | پول خارجی                | بازیگر | رخشان بنی اعتماد   |
| ۱۳۶۸ | جستجوگر                  | بازیگر | محمد متوسلانی      |
| ۱۳۶۸ | گل سرخ                   | بازیگر | حمید تمجیدی        |
| ۱۳۶۸ | مادر                     | بازیگر | علی حاتمی          |
| ۱۳۶۶ | جعفرخان از فرنگ برگشته   | بازیگر | علی حاتمی          |
| ۱۳۶۶ | جمیل                     | بازیگر | احمد بخشی          |
| ۱۳۶۴ | ستاره دنباله‌دار          | بازیگر | سیروس کاشانی نژاد  |
| ۱۳۶۴ | کفش‌های میرزا نوروز       | بازیگر | محمد متوسلانی      |
| ۱۳۶۴ | مردی که موش شد           | بازیگر | احمد بخشی          |
| ۱۳۶۳ | طائل                     | بازیگر | محمد عقیلی         |
| ۱۳۶۲ | کمال‌الملک                | بازیگر | علی حاتمی          |
| ۱۳۶۱ | برزخی‌ها                  | بازیگر | ایرج قادری         |
| ۱۳۶۰ | دست شیطان                | بازیگر | حسین زندباف        |
| ۱۳۶۰ | گرداب                    | بازیگر | حسین دوانی         |
| ۱۳۵۷ | کاروان‌ها                 | بازیگر | جیمز فارگو         |
| ۱۳۵۶ | این گروه محکومین         | بازیگر | داریوش فرهنگ       |
| ۱۳۵۵ | شام آخر                  | بازیگر | شهیار قنبری        |
| ۱۳۵۵ | شطرنج باد                | بازیگر | محمدرضا اصلانی     |
| ۱۳۵۵ | صحرای تاتارها (فیلم)     | بازیگر | والریو زورلینی     |
| ۱۳۵۵ | وقتی که آسمان بشکافد     | بازیگر | فتح‌الله منوچهری    |
| ۱۳۵۲ | خورشید در مرداب          | بازیگر | محمد صفار          |
| ۱۳۵۲ | قصه ماهان                | بازیگر | جواد طاهری         |
| ۱۳۵۱ | صادق کرده                | بازیگر | ناصر تقوایی        |
| ۱۳۵۰ | رگبار                    | بازیگر | بهرام بیضایی       |
| ۱۳۴۹ | آقای هالو                | بازیگر | داریوش مهرجویی     |
| ۱۳۴۴ | خشت و آینه               | بازیگر | ابراهیم گلستان     |
| ۱۳۴۴ | زمزمه محبت               | بازیگر | امیر شروان         |
| ۱۳۴۳ | شب قوزی                  | بازیگر | فرخ غفاری          |

## تلویزیونی
| سال       | نام                              | سمت          | کارگردان                                                    | توضیحات |
| --------- | -------------------------------- | ------------ | ----------------------------------------------------------- | --- |
| ۱۳۸۷      | تله‌تئاتر «آدم خوابش می‌گیره»      | بازیگر       | محمد یعقوبی                                                 | شبکه ۴ / نویسنده: «علی نصیریان» |
| ۱۳۸۶–۱۳۸۷ | پاتوق                            | بازیگر مهمان | شاهین باباپور                                               | شبکه ۱ |
| ۱۳۸۲–۱۳۸۶ | چهل سرباز                        | بازیگر       | محمد نوری‌زاد                                                | شبکه ۲ |
| ۱۳۸۵      | راه شب                           | بازیگر       | داریوش فرهنگ                                                | شبکه ۳ |
| ۱۳۸۳      | رسم شیدایی                       | بازیگر       | اکبر خواجویی                                                | در نقش «سالار» |
| ۱۳۸۴      | رسم عاشقی                        | بازیگر       | سعید سلطانی                                                 | شبکه ۵ |
| ۱۳۸۳      | بوی غریب پاییز                   | بازیگر       | مجتبی یاسینی                                                | |
| ۱۳۸۳      | خانه‌ای در تاریکی                 | بازیگر       | سعید سلطانی                                                 | |
| ۱۳۸۲      | این سه نفر                       | بازیگر       | اصغر توسلی                                                  | شبکه ۳ |
| ۱۳۸۲–۱۳۸۱ | مزرعه آفتابگردان                 | بازیگر       | فریدون حسن‌پور                                               | |
| ۱۳۸۱      | ثارالله                          | بازیگر       | شهریار بحرانی                                               | معاویه بن ابی سفیان |
| ۱۳۸۱–۱۳۷۸ | روشنتر از خاموشی                 | بازیگر       | حسن فتحی                                                    | میرفندرسکی |
| ۱۳۸۱–۱۳۸۰ | حجربن عدی                        | بازیگر       | تاجبخش فنائیان                                              | [معاویه بن ابی سفیان]] |
| ۱۳۸۱–۱۳۸۰ | سیب ترش                          | بازیگر       | خسرو معصومی                                                 | شبکه ۲ |
| ۱۳۸۱      | فرستاده                          | بازیگر       | جواد شمقدری                                                 | در نقش «امیرالحاج» (حاکم مکه) |
| ۱۳۸۰–۱۳۷۴ | خورشید شب                        | بازیگر       | سیروس مقدم فریبرز صالح                                      | - شبکه ۲ |
| ۱۳۸۰      | جوانی                            | بازیگر       | سعید سلطانی                                                 | |
| ۱۳۷۹–۱۳۷۸ | قصه‌های رودخانه سیاکیا            | بازیگر       | کمال تبریزی                                                 | محصول مشترک تلویزیون ایران و مالزی |
| ۱۳۷۸      | ایستگاه                          | بازیگر       | منوچهر عسگری‌نسب                                             | شبکه ۲ |
| ۱۳۷۸–۱۳۷۷ | بگذار آفتاب برآید                | بازیگر       | حسین مختاری                                                 | شبکه ۳ |
| ؟         | مجموعه تلویزیونی «تئاتر ملل»     | بازیگر       | محمد رحمانیان                                               | اواخر دهه هفتاد پخش می‌شد. |
| ۱۳۷۸      | سال‌های خاکستری                   | بازیگر       | محمدرضا ورزی                                                | |
| ۱۳۷۶      | کهنه‌سوار                         | بازیگر       | اکبر خواجویی                                                | شبکه ۳ |
| ۱۳۷۵      | زندگی                            | بازیگر       | محمدرضا اعلامی                                              | این مجموعه در آغاز «قصه‌ها» نام داشت. |
| ۱۳۷۵      | شب و مه                          | بازیگر       | احمد بخشی                                                   | شبکه ۲ |
| ۱۳۷۵      | خانه به خانه                     | بازیگر       | کیانوش عیاری                                                | |
| ۱۳۷۵–۱۳۷۴ | وکلای جوان                       | بازیگر       | بهرام کاظمی                                                 | |
| ۱۳۷۴      | تله‌تئاتر «غروب روزهای آخر پاییز» | بازیگر       | محمد رحمانیان                                               | |
| ۱۳۷۴      | تازیانه بر باد                   | بازیگر       | اکبر صادقی                                                  | محصولی از «سیمافیلم» که در ۱۰ قسمت پخش شد. |
| ۱۳۷۳–۱۳۷۴ | نگاهی دیگر                       | بازیگر       | حسین مختاری                                                 | یک مجموعهٔ ۱۰ قسمتی که نسخهٔ سینمایی‌اش در اردیبهشت ۷۴ در سینماها اکران شد. |
| ۱۳۷۲      | پدرسالار                         | بازیگر       | اکبر خواجویی                                                | در نقش «اسدالله» شبکه ۲ |
| ۱۳۷۱      | گزارش، نقطه صفر                  | بازیگر       | محسن شاه‌محمدی                                               | شبکه ۱ |
| ۱۳۶۷      | زندگی و جنگ                      | بازیگر       | احمد نجیب‌زاده                                               | نویسنده: «احمد بهبهانی» |
| ۱۳۶۶–۱۳۶۵ | گرگ‌ها                            | بازیگر       | داود میرباقری                                               | در نقش «قاضی» |
| ۱۳۶۶–۱۳۵۸ | هزاردستان                        | بازیگر       | علی حاتمی                                                   | در نقش «شعبون استخونی» |
| ۱۳۶۴      | تله‌تئاتر «دست بالای دست»         | بازیگر       | اسماعیل شنگله                                               | کارگردان تلویزیونی: «مهوش جزایری» |
| ۱۳۶۴–۱۳۶۳ | مستند «نقشه»                     | راوی         | حمید تمجیدی                                                 | کاری از گروه اقتصاد سیما |
| ۱۳۶۳      | سربداران                         | بازیگر       | محمدعلی نجفی                                                | در نقش «خواجه قشیری» |
| ۱۳۶۳–۱۳۶۰ | افسانه سلطان و شبان              | بازیگر       | داریوش فرهنگ                                                | در نقش «خواب‌گزار اعظم» - شبکه ۱ |
| ۱۳۵۶      | تله‌تئاتر «مهتابی برای محرومین»   | بازیگر       | سعید نیک‌پور                                                 | «فخری خوروش» و «فیروز بهجت‌محمدی» هم در آن بازی کرده بودند. |
| ۱۳۵۵–۱۳۵۴ | آلاخون‌والاخون                    | کارگردان     | محمدعلی کشاورز                                              | نویسنده: «منوچهر محجوبی» یک اصفهانی برای پیدا کردن کار به تهران می‌آید و در این شهر با مسائل و مشکلات فراوانی روبرو می‌شود که غالباً مضمونی کمیک و خنده‌آور دارد.                                           |
| ۱۳۵۴      | دایی‌جان ناپلئون                  | بازیگر       | ناصر تقوایی                                                 | در نقش «دایی جان سرهنگ» اولین بار در سال ۱۳۵۵ پخش شد. |
| ۱۳۵۴      | آتش بدون دود                     | بازیگر       | نادر ابراهیمی                                               | |
| ۱۳۵۳      | تله‌تئاتر «گربه سیاه»             | بازیگر       | ؟                                                           | «فرزانه تأییدی» هم در آن بازی کرده بود. |
| ۱۳۵۲      | تله‌تئاتر «دوزخ»                  | بازیگر       | پری صابری                                                   | نویسنده: «ژان-پل سارتر» «فخری خوروش»، «جمیله شیخی» و «عباس یوسفیانی» هم در آن بازی کرده بودند. |
| ۱۳۵۱      | تله‌تئاتر «بختک»                  | کارگردان     | محمدعلی کشاورز                                              | نویسنده: «محمد صنعتی» «مهین شهابی» در این نمایش تلویزیونی هنرنمایی کرده بود. |
| ۱۳۴۷      | خانه قمرخانم                     | کارگردان     | محمدعلی کشاورز فخری خوروش سهراب اخوان محسن هرندی برهان آزاد | پخش این سریال از مهر ماه سال ۱۳۴۸ آغاز شد و آخرین قسمت آن، شب چهارشنبه ۱۴ مهر ماه ۱۳۵۰ به نمایش درآمد.                                                                                                  |
| ۱۳۴۲      | تله‌تئاتر «در جزیره‌ای غریب»       | بازیگر       | ؟                                                           | «داوود رشیدی»، «عباس مغفوریان»، «فرزانه تأییدی» و «منوچهر فرید» هم در آن بازی کرده بودند. |
| ۱۳۴۲      | تله‌تئاتر «مترسکها در شب»         | بازیگر       | جعفر والی                                                   | نویسنده: بهرام بیضایی |
| ۱۳۴۰      | تله‌تئاتر «تابستان طولانی»        | بازیگر       | ؟                                                           | «علی نصیریان»، «پوران رجبی پور»، «جمیله شیخی» و «فرزانه تأییدی»، هم در آن بازی کرده بودند. |
| ۱۳۴۰      | تله‌تئاتر «مزرعه‌های سبز»          | بازیگر       | رکن‌الدین خسروی                                              | «فخری خوروش»، «جمشید مشایخی»، «اسماعیل داورفر» و «فرزانه تأییدی» هم در آن بازی کرده بودند. |
| ۱۳۴۰      | تله‌تئاتر «شیدوش و ناهید»         | بازیگر       | علی نصیریان                                                 | نویسنده: «ابوالحسن فروغی» در شهریور ۱۳۴۰ پخش شد و «علی نصیریان» و «عزت‌الله انتظامی» هم در آن بازی کرده بودند.                                                                                           |
| ۱۳۳۹      | تله‌تئاتر «شام خصوصی»             | بازیگر       | علی نصیریان                                                 | نویسنده: «ایو شاتلین» «علی نصیریان» و «نصرت پرتوی» هم در آن بازی کرده بودند. |
| ۱۳۳۹      | تله‌تئاتر «ویلای یوکا»            | بازیگر       | عباس جوانمرد                                                | نویسنده: «ایزابل شرایبر» در آبان ۱۳۳۹ پخش شد و در آن «علی نصیریان»، «اسماعیل داورفر» ، «عزت‌الله انتظامی»، «ایرج تاجبخش»، «جمیله شیخی» ، «عباس جوانمرد»، «عباس امجدی» و «جمشید لایق» هم بازی کرده بودند. |
| ۱۳۳۹      | تله‌تئاتر «خانه اجاره‌ای»          | بازیگر       | عزت‌الله انتظامی                                             | در شهریور ۱۳۳۹ پخش شد و در آن «عزت‌الله انتظامی»، «علی آزاد» «علی نصیریان»، «جعفر والی» و «عزت پریان» هم بازی کرده بودند.                                                                                |
| ۱۳۳۹      | تله‌تئاتر «خودکشی»                | بازیگر       | علی نصیریان                                                 | نویسنده: «روبر دلاور» در تیرماه ۱۳۳۹ پخش شد و در آن «جمیله شیخی» و «علی نصیریان» هم بازی کرده بودند. |